# 프랑스 대 아르헨티나 (2018년 FIFA 월드컵)
2018년의 프랑스 대 아르헨티나는 2018년 6월 30일에 치러진, 2018년 FIFA 월드컵 결선 토너먼트 16강전의 첫 번째 경기였다. 이 경기는 유럽과 남아메리카의 강호 사이의 대결이었으며, 한 경기에 무려 7번의 득점과 8번의 경고가 나온 경기로 기록되었다. 또한, 이 경기에서 뱅자맹 파바르의 골은 2018년 FIFA 월드컵 최고의 골로 선정되었으며, 이 경기에서 2골을 기록한 킬리안 음바페는 이 경기의 최우수 선수로 선정되었다.
이 경기는 2018년 FIFA 월드컵에서 사실상의 결승전이나 다름없었기 때문에 2018년 FIFA 월드컵 경기들 중 인기가 많은 경기이기도 했으며, 이 경기가 열린 카잔 아레나는 앞서 조별리그 F조의 〈대한민국 대 독일〉 경기가 치러진 곳이기도 하다.

## 경기 전 상황
결선 토너먼트 이전, 프랑스 축구 국가대표팀은 오스트레일리아, 페루, 덴마크와 함께 C조에 편성되었다. 첫 번째 경기인 오스트레일리아전에서는 페널티골과 상대 자책골만으로 2득점을 얻어, 페널티골 1득점에 그친 오스트레일리아에 승리하였으며, 두 번째 경기인 페루전에서는 킬리안 음바페의 골로 1-0으로 승리하였다. 그러나, 조별리그 마지막 경기였던 덴마크전에서는 득점 없이 비김과 함께 관중들에게 야유를 받았다. 프랑스는 C조에서 2승 1무 조 1위로 16강에 진출하였다.
한편, 아르헨티나 축구 국가대표팀은 아이슬란드, 크로아티아, 나이지리아와 함께 D조에 편성되었다. 첫 번째 경기인 아이슬란드전에서는 세르히오 아궤로의 선제골과 아이슬란드의 알프레드 핀보가손의 동점골로, 1-1 무승부를 기록하였다. 그러나 두 번째 경기인 크로아티아전에서는 후반전에 골키퍼와 실책과 팀 조직력의 상실로 안테 레비치, 루카 모드리치에게 2골을 내준 데 이어 추가시간에마저 이반 라키티치에게 쐐기골을 허용해 0-3으로 패배하여 자력으로 16강에 진출할 수 없게 되었다. 마지막 경기인 나이지리아전에서는 주장 리오넬 메시와 마르코스 로호의 골에 힘업어 나이지리아를 2-1로 꺾었고, 크로아티아가 아이슬란드에 2-1 승리하여 아르헨티나는 D조에서 1승 1무 1패 조 2위로 16강에 진출하였다.
이후 결선 토너먼트의 대진표가 완성되었고, C조 1위 프랑스와 D조 2위 아르헨티나가 이렇게 16강에서 만나게 되었다.

## 경기 진행

### 전반전
전반 11분에 마르코스 로호가 페널티 박스에서 킬리안 음바페를 다리로 넘어뜨려 경고를 받았다. 이 반칙으로 프랑스는 선제골의 기회가 걸린 페널티 킥을 얻었고, 키커로는 앙투안 그리즈만이 나섰다. 전반 13분에 그리즈만은 이 페널티 킥을 선제골로 연결했다.
그러나 전반 41분에 앙헬 디마리아의 멋진 터닝슛이 프랑스 골대로 빨려들어가면서 전반전은 1-1로 마무리 했다.

### 후반전

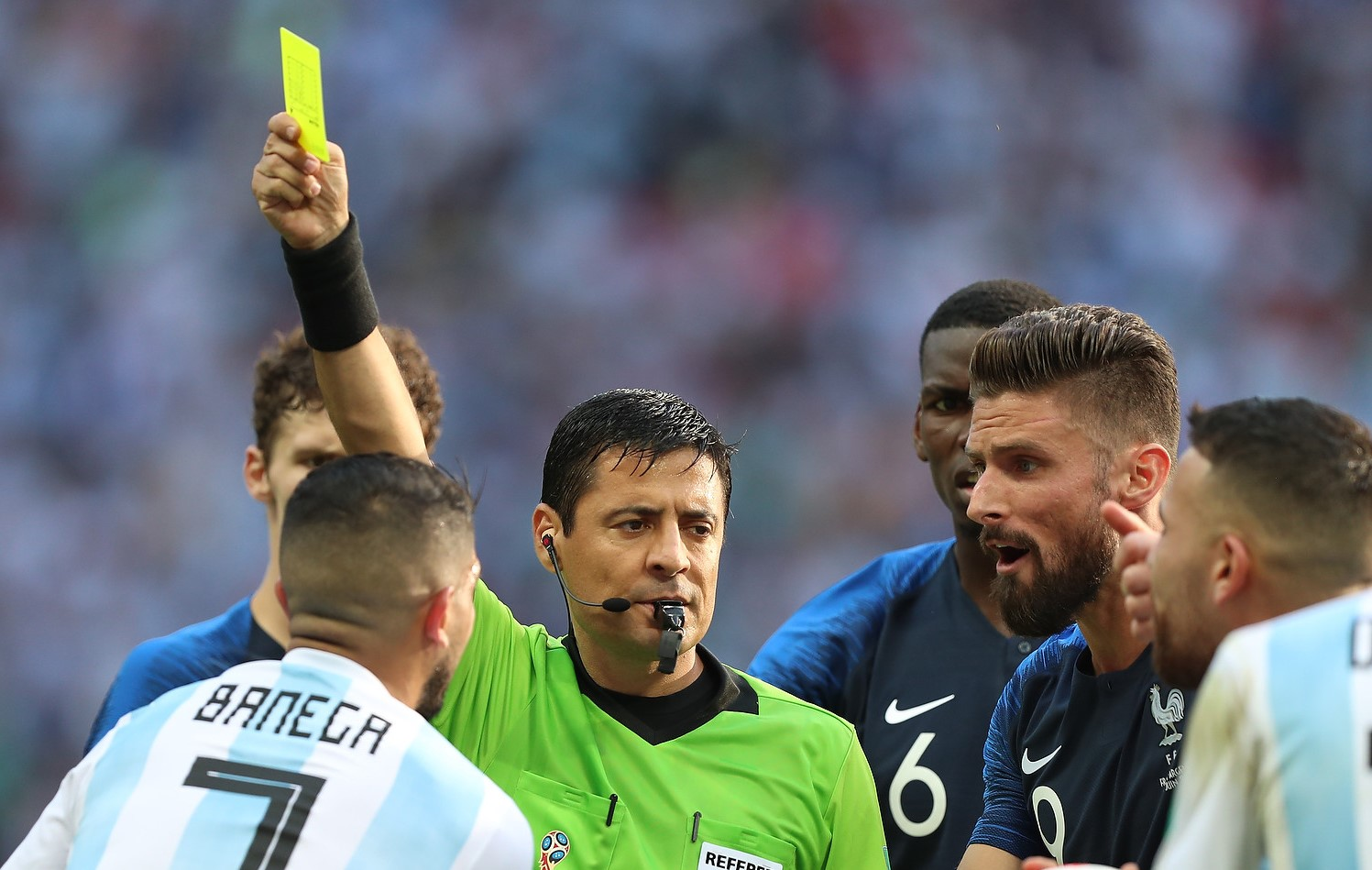
경기 주심인 알리레자 파가니가 경기 중 반칙으로 옐로 카드를 꺼내들고 있다. 이 날 경기에서 총 8번의 옐로 카드가 나왔다.

### 상세 정보
| 프랑스                                                 | 4 – 3  | 아르헨티나                                  |
| ------------------------------------------------------ | ------ | ------------------------------------------- |
| 그리즈만 13′ (페널티골) · 파바르 57′ · 음바페 64′, 68′ | 리포트 | 디 마리아 41′ · 메르카도 48′ · 아궤로 90+3′ |

| 프랑스 | 아르헨티나 |

| GK          | 1  | 위고 요리스 (주장) |       |     |
| RB          | 2  | 뱅자맹 파바르      | 73′   |     |
| CB          | 4  | 라파엘 바란        |       |     |
| CB          | 5  | 사뮈엘 움티티      |       |     |
| LB          | 21 | 루카스 에르난데스  |       |     |
| CM          | 13 | 은골로 캉테        |       |     |
| CM          | 6  | 폴 포그바          |       |     |
| RW          | 10 | 킬리안 음바페      |       | 89′ |
| AM          | 7  | 앙투안 그리즈만    |       | 83′ |
| LW          | 14 | 블레즈 마튀이디    | 72′   | 75′ |
| CF          | 9  | 올리비에 지루      | 90+3′ |     |
| 교체 선수:  |    |                    |       |     |
| MF          | 12 | 코랑탱 톨리소      |       | 75′ |
| FW          | 18 | 나빌 페키르        |       | 83′ |
| FW          | 20 | 플로리앙 토뱅      |       | 89′ |
| 감독:       |    |                    |       |     |
| 디디에 데샹 |    |                    |       |     |

| GK              | 12 | 프랑코 아르마니       |       |     |
| RB              | 2  | 가브리엘 메르카도     |       |     |
| CB              | 17 | 니콜라스 오타멘디     | 90+3′ |     |
| CB              | 16 | 마르코스 로호         | 11′   | 46′ |
| LB              | 3  | 니콜라스 타글리아피코 | 19′   |     |
| CM              | 15 | 엔소 페레스           |       | 66′ |
| CM              | 14 | 하비에르 마스체라노   | 43′   |     |
| CM              | 7  | 에베르 바네가         | 50′   |     |
| RF              | 22 | 크리스티안 파본       |       | 75′ |
| CF              | 10 | 리오넬 메시 (주장)    |       |     |
| LF              | 11 | 앙헬 디 마리아        |       |     |
| 교체 선수:      |    |                       |       |     |
| DF              | 6  | 페데리코 파시오       |       | 46′ |
| FW              | 19 | 세르히오 아궤로       |       | 66′ |
| MF              | 13 | 막시밀리아노 메사     |       | 75′ |
| 감독:           |    |                       |       |     |
| 호르헤 삼파올리 |    |                       |       |     |

| 최우수 선수: 킬리안 음바페 (프랑스) 부심: 레자 소한단 (이란) 모함마드레자 만수리 (이란) 대기심: 훌리오 바스쿠냔 (칠레) 후보 대기심: 크리스티안 시에만 (칠레) 비디오 판독심: 마시밀리아노 이라티 (이탈리아) 보조 비디오 판독심: 파베우 길 (폴란드) 카를로스 아스트로사 (칠레) 파올로 발레리 (이탈리아) |

## 논란
니콜라스 오타멘디는 계속 아르헨티나 축구 국가대표팀의 선수로 뛰는 동안 유독 FIFA 월드컵 경기에서만은 아르헨티나를 방해해왔다. 그런데 여기서도 또 방해를 했다. 오타멘디는 인저리타임이 되자 괜히 프랑스의 폴 포그바에게 공을 차서 명중시키는 일을 저지르는 시비를 걸어 괜히 싸움을 일으켰는데 이로 인해 인저리타임을 낭비하고 아르헨티나는 프랑스에 추가골을 넣지 못하고 그대로 패배한 채 경기를 종료했다. 이 때 프랑스는 아르헨티나에게 3골이나 허용할 정도로 수비가 유독 이 경기에서만큼은 제대로 나오지 않았으므로 오타멘디만 없었더라면 연장전으로 넘어갈 여지는 충분했다.

### 프랑스

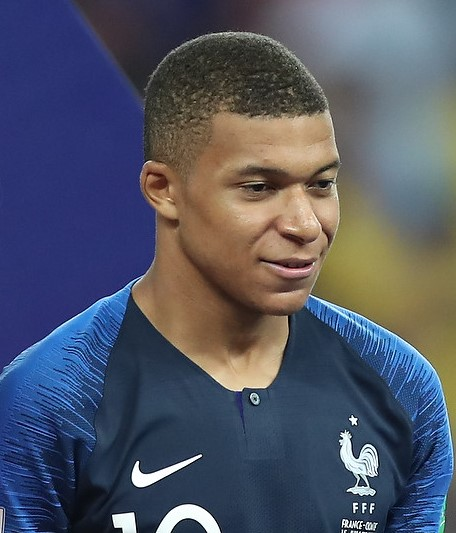
이 경기에서 2골을 기록한 킬리안 음바페는 경기 종료 후 최우수 선수로 선정되었다.

## 평가
경기 자체가 엄청난 난타전으로 전개되었다. 경기능력 자체는 아르헨티나가 훨씬 좋았으나 문제는 아르헨티나의 골키퍼였던 세르히오 로메로가 부상으로 인해 대표팀에서 빠진 이후 골키퍼로서 제대로 하는 선수가 아무도 없어서 어떠한 팀이든 아르헨티나를 상대로 유효슈팅만 쐈다 하면 그게 무조건 골인이 되는 상황이 벌어졌고 이 경기도 예외는 아니었다. 아르헨티나는 2-1로 역전해 앞서고 있는 상황이었으나 골키퍼 문제로 인해 단 12분 만에 3골을 내주어 2-4로 재역전당해 매우 불리한 상황이 되었다. 마지막에 1골을 넣은 뒤 인저리타임이 되었는데 이를 니콜라스 오타멘디가 문제를 일으켜서 낭비하는 바람에 추가골을 넣는데에 실패했다.
이 경기와 그 다음 경기의 승자가 8강에서 맞붙게 되었는데 공교롭게도 그 다음 경기가 우루과이 대 포르투갈이었는데 아르헨티나에는 리오넬 메시가, 포르투갈에는 크리스티아누 호날두가 각각 소속되어 있어서 만약 이 경기에서 아르헨티나가 이기고 그 다음 경기에서 포르투갈이 이길 경우 리오넬 메시와 크리스티아누 호날두가 FIFA 월드컵에서 맞붙는 빅매치가 성사되는 조건이었다. 하지만 이 경기는 프랑스의 승리로 끝났으며 그 다음 경기 역시 우루과이의 승리로 끝나는 바람에 리오넬 메시와 크리스티아누 호날두 둘 다 8강 진출에 실패해서 둘이 FIFA 월드컵에서 맞붙는 일은 없게 되었다.
이 경기는 16강전임에도 불구하고 사실상의 결승전 소리를 듣는 경기였는데 4년 후 이 경기에서 맞붙었던 프랑스와 아르헨티나는 진짜로 결승전에서 맞붙었다. 그리고 그 때는 이 경기와는 달리 아르헨티나가 승부차기 끝에 프랑스를 누르고 통산 3회째 우승을 차지했다.

## 같이 보기
- 대한민국 대 독일 (2018년 FIFA 월드컵)
- 2022년 FIFA 월드컵 결승전

### 참고주
1. ↑  조형애 (2018년 7월 1일). “형들 비켜…'4분 만에 2골' 음바페, 아르헨전 MOM”. 《스포티비뉴스》. 2018년 11월 11일에 확인함.
2. ↑  ““관중은 돈 내고 들어왔는데...” 프랑스-덴마크전에 쏟아진 비난”. 인터풋볼. 2018년 6월 27일. 2018년 10월 30일에 원본 문서에서 보존된 문서. 2018년 10월 30일에 확인함.
3. ↑  이민재 (2018년 6월 22일). “'완패' 아르헨티나 매체 "악몽 같은 하루다"”. 《스포티비뉴스》. 2018년 11월 30일에 확인함.
4. ↑  이종현 (2018년 6월 22일). “'카바예로 실수에 메시 좌절' 아르헨, 크로아티아에 0-3 완패…16강 불투명”. 《스포티비뉴스》. 2018년 11월 30일에 확인함.
5. ↑  “16강전 첫 골의 주인공은?…그리즈만, 완벽한 'PK 선제골'”. 《SBS 뉴스》. 2018년 6월 30일. 2018년 11월 11일에 확인함.